# تامی نونان
تامی نونان (انگلیسی: Tommy Noonan؛ ‏ ۲۹ آوریل ۱۹۲۱ – ۲۴ آوریل ۱۹۶۸) بازیگر، و کارگردان اهل ایالات متحده آمریکا بود.
از فیلم‌های او می‌توان به قاتل مادرزاد و وعده‌ها! وعده‌ها!،  اشاره کرد.